# 赫尔曼–莫甘记号
在几何学中，赫尔曼–莫甘记号（Hermann–Mauguin notation）是一套用于标记点群，平面群和空间群中的对称要素的表示法，得名于德国晶体学家赫尔曼·卡尔（于1928年提出）和法国矿物学家查尔斯-维克多克·莫甘（于1931年修改）。1935年，在国际晶体学手册（International Tables For Crystallography）发表第一版时，赫尔曼–莫甘记号就被采用为标准记法，因而赫尔曼–莫甘记号有时也被称作国际记号（international notation）。
相比于熊夫利记号（Schoenflies notation），赫尔曼–莫甘记号在晶体学中更加常用，其原因在于赫尔曼–莫甘记号更易于包含平移对称的元素，且指定了对称轴的方向。

## 点群
赫尔曼–莫甘记号用一个数字 n 来表示旋转轴：n = 1, 2, 3, 4, 5, 6, 7, 8 ...（转角 φ = 360°/n）。对于瑕旋转，赫尔曼–莫甘记号会标注出旋转反演（rotoinversion）轴；这点不同于熊夫利记号或舒勃尼科夫记号（Shubnikov notation），后两者优先表示旋转反射（rotation-reflection）轴。旋转反演轴的表示法是在相应的数字上加一个长音符号：n — 1, 3, 4, 5, 6, 7, 8 ...等等。镜面反射的符号（旋转反演轴2）为 m。镜面的方向被定义为垂直于其表面的方向（2轴的方向）。
赫尔曼–莫甘记号可表示出非对称等价的轴和平面。对称要素的方向是通过其在赫尔曼–莫甘记号中的位置来表示的。如果旋转轴 n 和镜面 m 具有相同的方向（即该平面垂直于轴线 n），则把它们记作 n/m 或 n/m。
如果两根或更多的轴具有相同的方向，只有对称性更高的轴会被标记出来。更高的对称性意味着此轴能够生成一种包含有更多的点的模式。例如，旋转轴3, 4, 5, 6, 7, 8 分别可以产生3-, 4-, 5-, 6-, 7-, 8-点的模式。瑕旋转轴线 3, 4, 5, 6, 7, 8 分别可产生6-, 4-, 10-, 6-, 14-, 8-点的模式。如果旋转和旋转反演轴生成的点数相同，那么我们应选择标记转动轴而不是旋转反演轴。例如，3/m 的组合等价于 6。由于 6 可以生成6个点，而3只能生成3个，所以我们应该使用 6 来代替 3/m （不是 6/m，因为 6 已经包含镜面 m)。同理，当 3 轴和 3 轴同时出现时，应只写 3 。然而，我们采用的是 4/m，而不是 4/m，因为 4 和 4 都产生四点。对于 6/m 的组合，其中2、3、6、3、6 轴都有出现；轴线 3、6、6 都可以生成6点的模式，但我们使用后者，因为 6 是一个旋转轴——标记将会是 6/m 。
最后，赫尔曼–莫甘记号取决于群的类型。

### 不包含更高阶（三阶或以上）轴的群
这些群可能只包含两重对称轴、镜面对称面，以及反转中心。晶体学点群中的 1 和 1（三斜晶系）；2、m、2/m（单斜晶系）；222、2/m 2/m 2/m、mm2（斜方晶系）都属于这种情况。如果符号中含有三个位置，那么他们表示的对称元素分别在 x、y、z 方向。

### 含有一个更高阶轴的群
- 第一位：主方向—— z 方向，分配给高阶轴。
- 第二位：对称等价的次级方向——垂直于 z 轴。可以是 2、m、2 2/m。
- 第三位：对称等价的三级方向，从次级方向之间通过。可以是2、m、2 2/m。

晶体学点群中的3、32、3m、3、3 2/m（三方晶系）；4、422、4mm、4、42m、4、42m、4/m、4/m 2/m 2/m（四方晶系）；6、622、6mm、6、6m2、6、6m2、6/m、6/m 2/m 2/m（六方晶系）都属于这种情况。同理，非晶群（具有5、7、8、9 ...重对称轴）的标记也可以如上构造出来。以下表格是对这些群的一个归纳总结：
| 熊夫利记号 | 赫尔曼–莫甘记号 | 3     | 4           | 5     | 6           | 7     | 8           | 9     | 10           | 11      | 12           | ... | ∞   |
| ---------- | --------------- | ----- | ----------- | ----- | ----------- | ----- | ----------- | ----- | ------------ | ------- | ------------ | --- | --- |
| Cn         | n               | 3     | 4           | 5     | 6           | 7     | 8           | 9     | 10           | 11      | 12           | ... | ∞   |
| Cnv        | nm              | 3m    |             | 5m    |             | 7m    |             | 9m    |              | 11m     |              | ... | ∞m  |
| Cnv        | nmm             |       | 4mm         |       | 6mm         |       | 8mm         |       | 10mm         |         | 12mm         | ... | ∞m  |
| S2n        | n               | 3     |             | 5     |             | 7     |             | 9     |              | 11      |              | ... | ∞/m |
| Sn         | n               |       | 4           |       |             |       | 8           |       |              |         | 12           | ... | ∞/m |
| Cn/2h      | n               |       |             |       | 6           |       |             |       | 10           |         |              | ... | ∞/m |
| Cnh        | n/m             |       | 4/m         |       | 6/m         |       | 8/m         |       | 10/m         |         | 12/m         | ... | ∞/m |
| Dn         | n2              | 32    |             | 52    |             | 72    |             | 92    |              | (11)2   |              | ... | ∞2  |
| Dn         | n22             |       | 422         |       | 622         |       | 822         |       | (10)22       |         | (12)22       | ... | ∞2  |
| Dnd        | n 2/m           | 3 2/m |             | 5 2/m |             | 7 2/m |             | 9 2/m |              | (11)2/m |              | ... | ∞/m |
| Dn/2d      | n2m = nm2       |       | 42m         |       |             |       | 82m         |       |              |         | (12)2m       | ... | ∞/m |
| Dn/2h      | n2m = nm2       |       |             |       | 6m2         |       |             |       | (10)m2       |         |              | ... | ∞/m |
| Dnh        | n/m 2/m 2/m     |       | 4/m 2/m 2/m |       | 6/m 2/m 2/m |       | 8/m 2/m 2/m |       | 10/m 2/m 2/m |         | 12/m 2/m 2/m | ... | ∞/m |

注意到具有奇数阶轴 n 和 n 的群，其赫尔曼–莫甘记号总是没有第三位的，这是因为所有垂直于高阶轴的 n 方向都是对称等价的。例如，对于右图中的三角形，所有三个镜面对称面（S0，S1， S2）都是等价的——他们都通过一个顶点和对边的中心。对于偶数阶轴 n 和 n 有 n/2 的次级方向和 n/2 的三级方向。例如，右图中的正六边形就有两组不同的镜面对称面：经过对顶点的三个平面；以及经过对边中心的三个平面。 在这种情况下，任意一套都可以被选为次级方向，剩下的那一组就是三级方向。因此，群 42m、62m、82m...可以写为 4m2、6m2、8m2... 对于点群，该顺序通常并不重要；然而对于空间群，顺序是非常重要的。空间群中的次级方向，是沿单位晶胞平移向量 b 和 c 的对称要素的方向，而三级方向对应着单位晶胞平移向量 b 和 c 之间的方向。 例如，符号 P6m2 和 P62m 表示的就是两个不同的空间群。这也适用于具有奇数阶轴 3 和 3 的空间群的表示。垂直的对称要素的方向既可以沿着单位晶胞平移向量 b 和 c ，也可以在它们之间。空间群 P321 和 P312 即分别为上述前者（沿着单位晶胞方向）和后者（在它们之间）的例子。
点群 3 2/m 的记法可能容易令人困惑；所对应的熊夫利记法是 D3d，意味着这个群是由3重旋转对称轴、三条垂直的二重旋转对称轴和三个垂直且穿过这些二重旋转对称轴的对角线平面组成的。似乎这个群可以表示为 32m 或 3m2 ；然而，不像熊夫利记号，赫尔曼–莫甘记号中平面的方向是被定义为该平面垂直的方向的，而在 D3d 群中的所有镜面都是垂直于二重对称轴的，因此他们应该被写在和 2/m 相同的位置上。接着，这些 2/m 复合物会产生一个反演中心，该中心和三重旋转轴一起会生成一条 3 旋转反演轴。 
n = ∞ 的群被称为限制群或居里群（Curie group）。

### 包含多个更高阶轴的群
立方晶系中的晶体学点群 23、432、2/m3、43m 和 4/m32/m 都包含有四条对角三重旋转对称轴。这几个记号是通过下述方式来构造的：
- 第一位：坐标轴 x、y、z 的对称等价方向。由于对角三重旋转对称轴的出现，它们是等价的。
- 第二位：对角 3 或者 3 轴。
- 第三位：三条坐标轴 x、y、z 中任意两条之间的对角方向，可以是 2、m 或 2/m。

所有上述的赫尔曼–莫甘记号被称为“全记号（full symbols）”。对于一些群，若旋转轴能够无歧义地通过记号中出现的对称元素的组合来表示，则可以在n/m位置省略“n”重旋转轴。例如，2/m2/m2/m 可被记作 mmm；4/m2/m2/m 可被记作 4/mmm；4/m32/m 可被记作 m3m。在包含有一条高阶轴的群中，这条高阶轴不可省去。例如，4/m2/m2/m 和 6/m2/m2/m 可被简记为 4/mmm（或 4/mmm) 和 6/mmm（或 6/mmm），但不能简写为 mmm；32/m 可被记作 3m。
除了五种立方群，点群中还有两种非晶体学正二十面体群（熊夫立记号中的 I 和 Ih）和两种极限群（limit groups）（熊夫立记号中的 K 和 Kh）。赫尔曼–莫甘记号不是为非晶体学点群设计的，因此这些点群的记号只是在名义上存在：群 I 可被记为 235、25、532、53；Ih 的简化记法为 m35、m5、m5m、53m；群 K 可被记为 ∞∞ 或 2∞；对于 Kh，则可被记为 ∞/m∞ 或 m∞ 或 ∞∞m。

## 平面群
平面群也可以使用赫尔曼–莫甘记号来描述。第一位总是小写字母 p 或 c ，分别代表原胞（primitive cell）或中心单位晶胞（center unit cell）。第二位数字表示旋转对称，一如以上所述。镜面被记为m，而滑动反射（glide reflection）被记为g。

## 空间群
空间群的标记是通过结合一个描述晶格类型的大写字母和确定对称要素的记号来定义的。正如对应点群的记法，这里的对称要素是通过同样的方式写出的（如果我们在这里把关于平移的成分移去的话，空间群就会退化成点群）。因为除了旋转轴和镜面，空间群可能包含更复杂的对称要素，所以对于空间群，对称要素的记法更加多样化。这些新的对称要素包括螺轴（screw axis）（旋转和平移的组合）和滑动面（glide plane）（镜面反射和平移的组合）。因此，同一个点群可能衍生出许多不同的空间群。例如，选择不同的晶格类型和滑动面可以从点群mmm中生成28个不同的空间群，例如 Pmmm、Pnnn、Pccm、Pban、Cmcm、Fmmm、Fddd 等。

### 晶格类型
以下是三维空间中的布拉维晶格:
- P——三斜
- I——体心立方（来源于德语“Innenzentriert”）
- F——面心立方（来源于德语“Flachenzentriert”）
- A——A面底心单斜
- B——B面底心单斜
- C——C面底心单斜
- R——菱面体

| 三斜，P | 底心单斜，C | 面心，F | 体心，I | 六角菱面体， R |

### 螺轴（Screw axes）
螺轴被标记为一个数字 n ，旋转角定义为 360°/n 。通过加入一个下标，我们可以表示沿着坐标轴平移的距离。例如，21 的意思是 180°（二重）的旋转后，再平移 1/2 格矢量长度。31 指 120°（三重）旋转后再平移 1/3 格矢量长度。
可能的螺轴有：21、31、32、41、42、43、61、62、63、64、65。其中有四对手性对映体：(31—32)、(41—43)、(61—65)、(62—64)。这些手性对映体产生了11对手性对应的空间群，即
| 晶系        | 四方   | 四方     | 四方      | 三角    | 三角      | 三角      | 六角    | 六角    | 六角      | 六角      | 立方      |
| ----------- | ------ | -------- | --------- | ------- | --------- | --------- | ------- | ------- | --------- | --------- | --------- |
| 第一组 群数 | P41 76 | P4122 91 | P41212 92 | P31 144 | P3112 152 | P3121 151 | P61 169 | P62 171 | P6122 178 | P6222 181 | P4132 213 |
| 第二组 群数 | P43 78 | P4322 95 | P43212 96 | P32 145 | P3212 154 | P3221 153 | P65 170 | P64 172 | P6522 179 | P6422 182 | P4332 212 |

### 滑移面（Glide plane）
根据沿哪根轴滑动，滑移面被记为 a、b、c。 n 滑移指的是沿着一个面的对角线的一半滑动； d 滑移指的是沿着一个面或单位晶胞的空间对角线的四分之一滑动。由于在钻石结构中出现，d 滑移也常被称为钻石滑移面。
- a、b、c 滑移的方向是沿着其表面晶格矢量的一半的平移方向。
- n 滑移的方向是沿着面对角线一半的平移方向。
- d 滑移面是沿着四分之一面对角线的方向。
- e 有着一样的滑移面的两个滑动以及沿着两条（不同）半格矢量的平移。